# Список дипломатических миссий Антигуа и Барбуды

Список дипломатических миссий Антигуа и Барбуды — восточнокарибское островное государство Антигуа и Барбуда располагает крайне ограниченным количеством дипломатических представительств. В странах-членах Британского содружества миссии этой страны возглавляют «высшие комиссары» в ранге послов.

## Европа
- Великобритания, Лондон (высший комиссариат)

## Америка
- Канада, Торонто (генеральное консульство)
- Куба, Гавана (посольство)
- США, Вашингтон (посольство)
  - Майами (генеральное консульство)
  - Нью-Йорк (генеральное консульство)

## Международные организации
- Нью-Йорк (постоянная миссия при ООН)
- Вашингтон (постоянная миссия при ОАГ)